# Xã của tỉnh Seine-Saint-Denis
Đây là danh sách 40 xã của tỉnh Seine-Saint-Denis ở Pháp.

(CAC) Communauté d'agglomération de Clichy-sous-Bois-Montfermeil, created in 2001.

(CAS) Communauté d'agglomération Plaine Commune, created in 2001.

| Mã INSEE | Mã bưu chính | Xã                          |
| -------- | ------------ | --------------------------- |
| 93001    | 93300        | Aubervilliers (CAS)         |
| 93005    | 93600        | Aulnay-sous-Bois            |
| 93006    | 93170        | Bagnolet                    |
| 93007    | 93150        | Le Blanc-Mesnil             |
| 93008    | 93000        | Bobigny                     |
| 93010    | 93140        | Bondy                       |
| 93013    | 93350        | Le Bourget                  |
| 93014    | 93390        | Clichy-sous-Bois (CAC)      |
| 93015    | 93470        | Coubron                     |
| 93027    | 93120        | La Courneuve                |
| 93029    | 93700        | Drancy                      |
| 93030    | 93440        | Dugny                       |
| 93031    | 93800        | Épinay-sur-Seine (CAS)      |
| 93032    | 93220        | Gagny                       |
| 93033    | 93460        | Gournay-sur-Marne           |
| 93039    | 93450        | L'Île-Saint-Denis (CAS)     |
| 93045    | 93260        | Les Lilas                   |
| 93046    | 93190        | Livry-Gargan                |
| 93047    | 93370        | Montfermeil (CAC)           |
| 93048    | 93100        | Montreuil                   |
| 93049    | 93360        | Neuilly-Plaisance           |
| 93050    | 93330        | Neuilly-sur-Marne           |
| 93051    | 93160        | Noisy-le-Grand              |
| 93053    | 93130        | Noisy-le-Sec                |
| 93055    | 93500        | Pantin                      |
| 93057    | 93320        | Les Pavillons-sous-Bois     |
| 93059    | 93380        | Pierrefitte-sur-Seine (CAS) |
| 93061    | 93310        | Le Pré-Saint-Gervais        |
| 93062    | 93340        | Le Raincy                   |
| 93063    | 93230        | Romainville                 |
| 93064    | 93110        | Rosny-sous-Bois             |
| 93066    | 93200        | Saint-Denis (CAS)           |
| 93070    | 93400        | Saint-Ouen                  |
| 93071    | 93270        | Sevran                      |
| 93072    | 93240        | Stains (CAS)                |
| 93073    | 93290        | Tremblay-en-France          |
| 93074    | 93410        | Vaujours                    |
| 93077    | 93250        | Villemomble                 |
| 93078    | 93420        | Villepinte                  |
| 93079    | 93430        | Villetaneuse (CAS)          |